# Giorgio Ceretti
Giorgio Ceretti (Domodossola, 5 marzo 1932) è un architetto italiano.

## Biografia

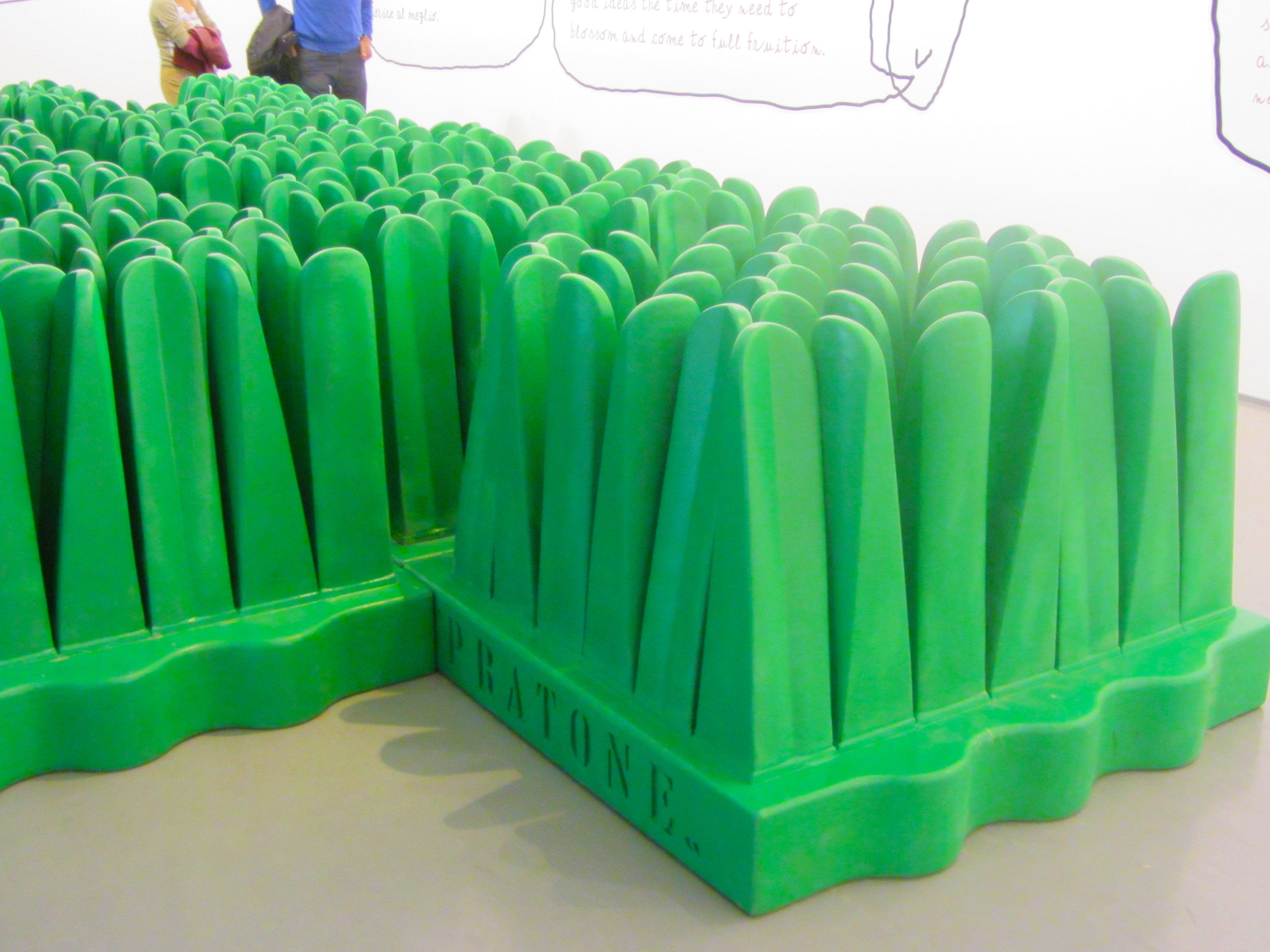
La seduta Pratone, realizzata dal Gruppo Strum per Gufram.

Giorgio Ceretti si laurea in architettura al Politecnico di Torino nel 1962. 

Dopo la laurea, inizia a collaborare con il collega ed ex compagno di corso Pietro Derossi, con la quale condivide uno studio in Piazza Adriano a Torino, e che vedrà poi anche la collaborazione del più giovane Riccardo Rosso. In quegli anni si dedica sia ad opere architettoniche (tra cui ebbero notevole rilevanza Villa Treves a Courmayeur e gli interni del Piper Club di Torino) che di design. In collaborazione con Rosso e Derossi, realizza una serie di opere per la ditta Gufram che diventano simbolo dell'anti-design italiano: tra queste lo sgabello Puffo, che i tre espongono alla XIV Triennale di Milano, e la sedia Torneraj.
Nel 1969, mentre è assistente del prof. Carlo Mollino all'Università di Torino, organizza con altri suoi colleghi e studenti tra cui Pietro Derossi (anch'egli assistente), Carlo Gianmarco, Aimaro D’Isola, Adriana Ferroni, Elena Tamagno e Graziella Derossi la conferenza Utopia e/o Rivoluzione, tenutasi dal 25 al 27 aprile. La conferenza, promossa tra gli altri da Edoardo Fadini (direttore dell'associazione di sinistra Unione Culturale), analizzava l'evoluzione dell'architettura e del suo ruolo come mezzo attraverso cui partecipare alle lotte sociali e politiche di quegli anni, discutendo il ruolo della stessa nel raggiungimento di una società utopica anche attraverso la rivoluzione politica. L'iniziativa nasceva da una contestazione del corpo docente nei confronti del sistema scolastico, assumendo successivamente anche risvolti di critica politica. Tra gli invitati chiamati ad intervenire numerosi architetti tra cui il gruppo Archigram, Cedric Price, Arthur Quarmbly, Theo Crosby, Reiner Banham, Yona Friedman, Kenzo Tange, il gruppo NER, Buckminster Fuller, Vittorio Gregotti e Paolo Soleri, ma anche intellettuali come Gianni Vattimo ed Gian Mario Bravo.
A partire da questa conferenza presero vita i più importanti gruppi della scena dell'Architettura radicale italiana, tra cui il Gruppo Strum (derivante da architettura "strumentale") che viene ufficialmente fondato nel 1971 da Ceretti, Derossi e Rosso con i colleghi Carlo Gianmarco e Maurizio Vogliazzo. I cinque realizzano in quegli anni importanti opere di industrial design come l'iconica seduta Pratone e la poltrona Wimbledon, che permettono al gruppo di assumere grande notorietà.
Negli anni '70 espongono alla XV Triennale di Milano e alla VIII Biennale di Parigi, ma soprattutto alla mostra Italy: The New Domestic Landscape organizzata al MoMA di New York nel 1972 e curata da Emilio Ambasz. In quest'occasione il gruppo distribuisce una serie di manifesti chiamati Fotoromanzi, nella quale veniva affrontato il tema dell'utopia e dei problemi della città capitalista.
Nel 1975 il gruppo si scioglie ma Ceretti continua la sua attività principalmente in ambito architettonico spesso collaborando con Derossi. Contestualmente le sue opere di design continuano ad essere esposte in Europa (XXXVIII Biennale di Venezia), America e Asia ed entrano a far parte delle collezioni permanenti dei musei più importanti del mondo, come il MoMA, il Vitra Design Museum, lo Houston Museum of Fine Arts e il Triennale Design Museum.
Ha insegnato al Liceo Artistico Statale "Renato Cottini" di Torino.

## Opere (parziale)

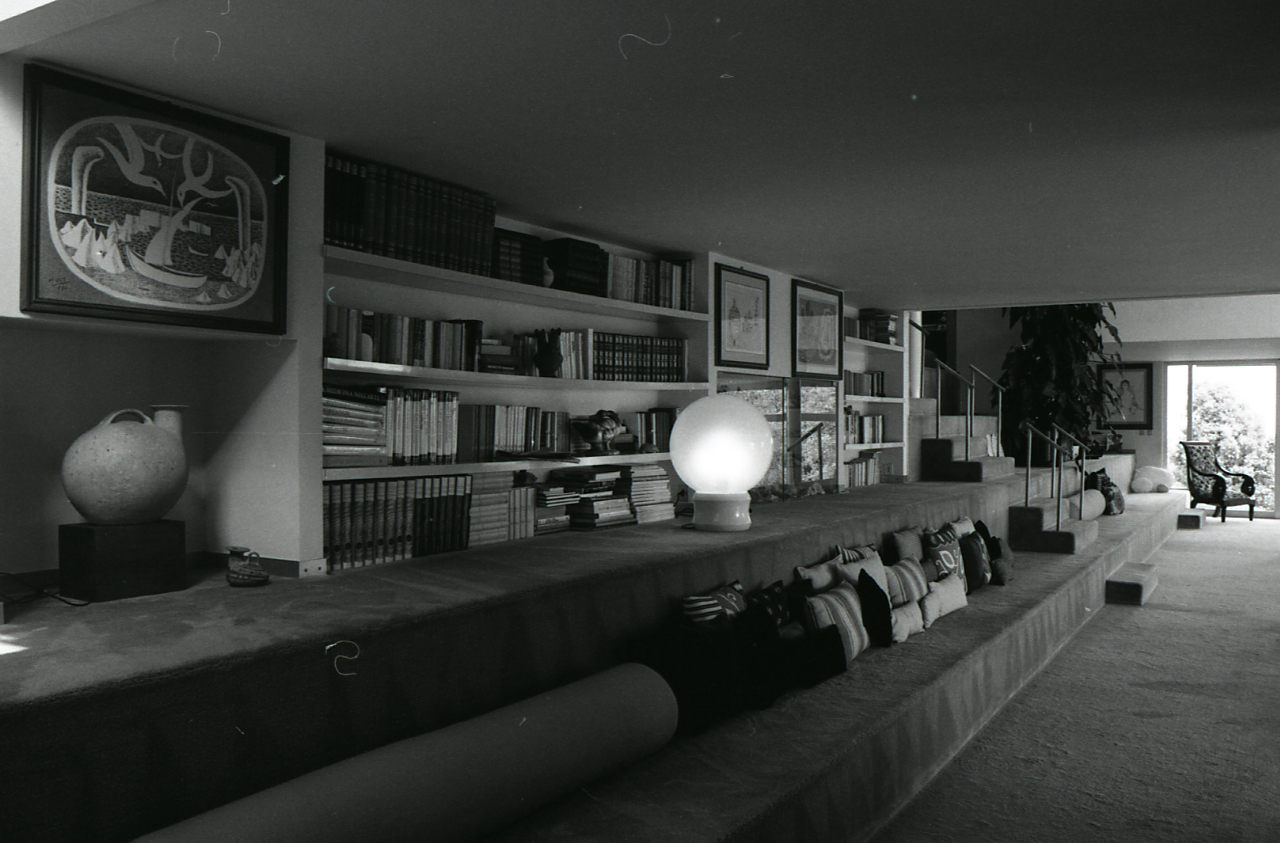
Interni di Villa Menesini a Lucca, realizzata da Ceretti, Derossi e Rosso. Foto di Paolo Monti.

### Architettura
- 1966 Interni della discoteca Piper Club, Torino (con P. Derossi e R. Rosso)
- 1966 Interni della discoteca L’Altro Mondo, Rimini (con P. Derossi e R. Rosso)
- 1967 Ville a schiera in collina, Torino (con P. Derossi)
- 1967 Villa Menesini, Lucca (con P. Derossi e R. Rosso)
- 1967-1970 Villa Treves, Courmayeur (con P. Derossi)
- 1970 Interni dello showroom Paco Rabanne, Parigi (con P. Derossi e R. Rosso)
- 1970 Edificio industriale, Bricherasio (con P. Derossi)
- 1972 Case a schiera in collina, San Vito (con P. Derossi)
- 1972 Villa Treves, Ivrea (con P. Derossi e R. Rosso)
- 1974 Progetto per il Foro Boario e Macello, Aosta (con P. Derossi, C. Giammarco e M. Vogliazzo)
- 1979 Progetto per due Scuole Materne, Torino (con P. Derossi)
- 1979-1981 Scuola materna Marc Chagall, Torino (con P. Derossi)
- 1986 Casa Namari, Moncalieri (con P. Derossi)
- 1986 Progetto urbanistico per il quartier Spina 3, Torino (con P. Derossi, A. Besso-Marcheis, S. Caffaro Rore, F. Lattes e M.T. Massa)

### Industrial design
- 1966 sedia Piper (Fibroresina)
- 1966 tavolino Piper (Fibroresina)
- 1966 tavolino Cubicolo (Gufram)
- 1968 sgabello Puffo (Gufram), esposto alla XIV Triennale di Milano
- 1968 sedia Torneraj (Gufram)
- 1971 seduta Pratone (Gufram)
- 1972 poltrona Fantico (Gufram)
- 1972 divano Fantico (Gufram)
- 1973 letto Lounge (Gufram)
- 1974 poltrona Wimbledon (Gufram)
- 1975 divano modulare T’aspetta (Gufram)

### Nei musei
- Sedia Piper, 1966, Vitra Design Museum, Weil am Rhein, Germania
- Sedia Torneraj, 1968, Centre national des arts plastiques, Parigi, Francia
- Sedia Torneraj, 1968, Museum of Modern Art, New York, Stati Uniti
- Sgabello Puffo, 1968, Vitra Design Museum, Weil am Rhein, Germania
- Sgabello Puffo, 1968, Houston Museum of Fine Arts, Houston, Stati Uniti
- Sgabello Puffo, 1968, Cooper Hewitt - Smithsonian Design Museum, New York, Stati Uniti
- Sgabello Puffo, 1968, Centre national des arts plastiques, Parigi, Francia
- Seduta Pratone, 1971, Museo del design e della moda, Lisbona
- Seduta Pratone, 1971, Triennale Design Museum, Milano
- Seduta Pratone, 1971, Houston Museum of Fine Arts, Houston, Stati Uniti
- Seduta Pratone, 1971, Vitra Design Museum, Weil am Rhein, Germania
- Seduta Pratone, 1971, Centre national des arts plastiques, Parigi, Francia

## Esposizioni
- 1968: XIV Triennale di Milano, MilanoXV Triennale di Milano, Milano
- 1972: Italy: The New Domestic Landscape, Museum of Modern Art, New York
- 1973: 
  - XV Triennale di Milano, Milano
  - Design als Postulat am Beispiel Italien, International Design Center, Berlino
  - VIII Biennale di Parigi, Musée d'Art Moderne de la Ville de Paris, Parigi
- 1978: XXXVIII Biennale di Venezia, Utopia e crisi dell'antinatura: intenzioni architettoniche in Italia, Venezia
- 1981: Design By Circumstance: Episodes in Italian Architecture 1960–1980, Museum of Modern Art, New York
- 2001: Less and more - Collection design du FNAC 1980-2000, Taipei Fine Arts Museum, Taipei
- 2002: 
  - Moins et Plus, collection design du Fonds national d'art contemporain, Museo d'arte moderna di Saint-Étienne, Saint-Priest-en-Jarez
  - Less and more - Collection design du FNAC 1980-2000, National Museum of Modern and Contemporary Art, Seul
  - The Rock Forniture. Il design della Gufram negli anni del rock, Museo d'arte contemporanea del castello di Rivoli, Rivoli
- 2004: Design en stock, Palais de la Porte Dorée, Parigi
- 2007: Design contre Design, Galeries nationales du Grand Palais, Parigi
- 2011: Le fabbriche dei sogni, Triennale Design Museum, Milano
- 2013: Pop Art Design, Moderna Museet, Stoccolma
- 2015: 
  - Radical Disco: Architecture and Nightlife in Italy, 1965-1975, Institute of Contemporary Arts, Londra
  - Pop Art Design, Henie Onstad Kunstsenter, Høvikodden
  - Plastic Days, Museo Ettore Fico, Torino
- 2016: From the Collection: 1960–1969, Museum of Modern Art, New York
- 2017: Giro Giro Tondo, Triennale Design Museum, Milano
- 2019: 
  - Home Futures/Glorious future!, Design Museum, Londra
  - Radical Living, Italian Radical Design form 1965 to 1975, R & Company, New York
- 2020: Radical: Italian Design 1965-1985, the Dennis Freedman Collection, Houston Museum of Fine Arts, Houston
- 2022: 
  - Vita Nuova. Nouveaux enjeux de l'art en Italie 1960-1975 , Museo d'arte moderna e contemporanea, Nizza
  - Radical: Italian Design 1965-1985, the Dennis Freedman Collection, Yale School of Architecture Gallery, New Haven
  - INTERTWINGLED – The Role of the Rug in Arts, Crafts and Design, Galleria nazionale d'arte moderna e contemporanea, Roma
- 2024: 
  - Arte e design. Design è arte, Museo arte Gallarate, Gallarate
  - Terreno. Traces Of The Accesible Everyday, MAXXI L'Aquila, L'Aquila